# Illgau
Illgau – miejscowość i gmina w Szwajcarii, w kantonie Schwyz, w okręgu Schwyz. 

## Demografia
W Illgau mieszka 795 osób. W 2021 roku 3,1% populacji gminy stanowiły osoby urodzone poza Szwajcarią. 

## Współpraca
Miejscowość partnerska:
- Rodna, Rumunia